# Довгоголова морська черепаха
Довгоголова морська черепаха (Caretta caretta) — єдиний представник роду довгоголові морські черепахи родини морські черепахи підряду морські черепахи. Має 2 підвиди. Інша назва лоґергед (англ. Loggerhead).

## Опис
Завдовжки досягає 95 см (іноді 1,3—2,13 м), жива вага до 110 кг (рідше 160), разом з панциром до 450 кг. Голова велика, широка, вкрита зверху великими симетричними щитками. На передніх ластах є по 2 тупих кігтя. Має 5 пар реберних (латеральних) щитків. Міст вкрито з кожного боку 3 інфрамаргінальними щитками, на яких немає пір. У молодих черепах на карапаксі є 3 поздовжніх кіля. Зверху панцир коричневого, червонувато-коричневого або оливкового забарвлення, знизу світліший.

## Спосіб життя
Полюбляє тропічні та субтропічні води. Веде пелагічний морської спосіб життя. На суходіл виходить лише для відкладання яєць. Харчується переважно тваринною їжею — крабами, молюсками, рідше медузами й рибою.
Кладки у середньому складаються з 100–120 яєць. Вони розміщуються вночі на піщаних пляжах. Молоді черепахи з'являються через 49—67 діб.

## Поширення
Мешкає у Тихому, Індійському та Атлантичному океанах, зокрема включаючи Середземне море. Крім того, було двічі виявлено на південному заході Чорного моря біля берегів Болгарії.

## Підвиди
- Caretta caretta caretta (Linnaeus, 1758) — мешкає в Атлантичному океані
- Caretta caretta gigas (Deraniyagala, 1933) — мешкає у Тихому та Індійському океанах

## Галерея зображень

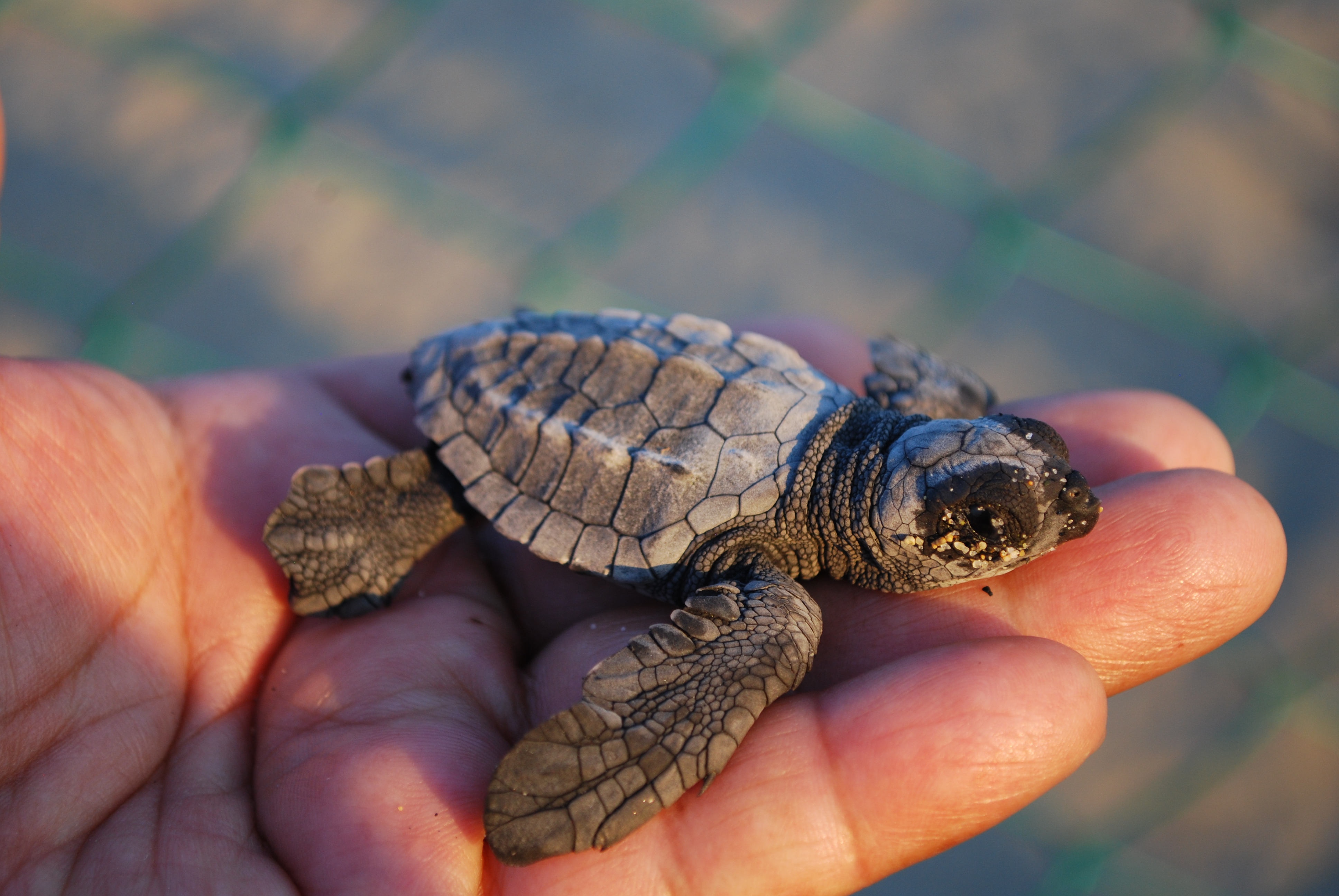
Дитинча черепахи перед випусканням на волю (Мексика)
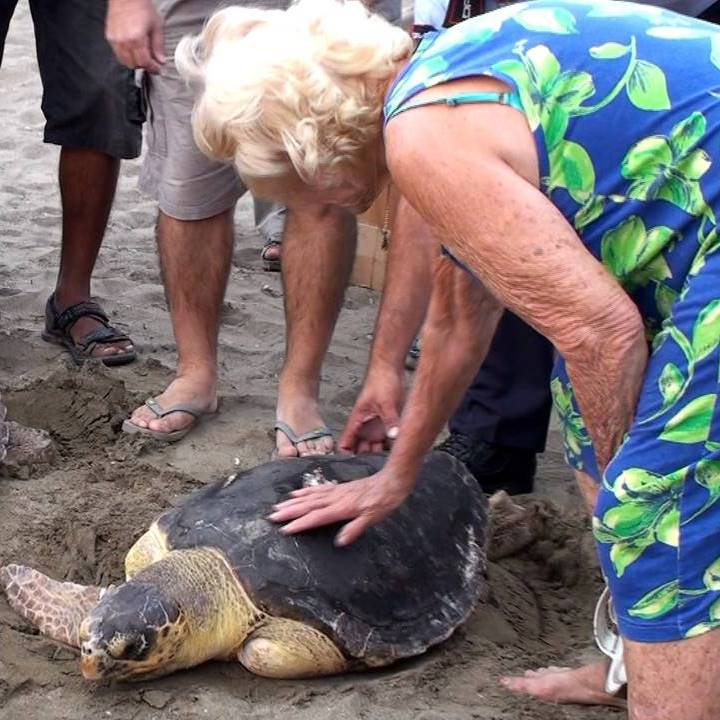
Kaptan June випускають на волю, черепашачий берег Ізтузу (Туреччина)
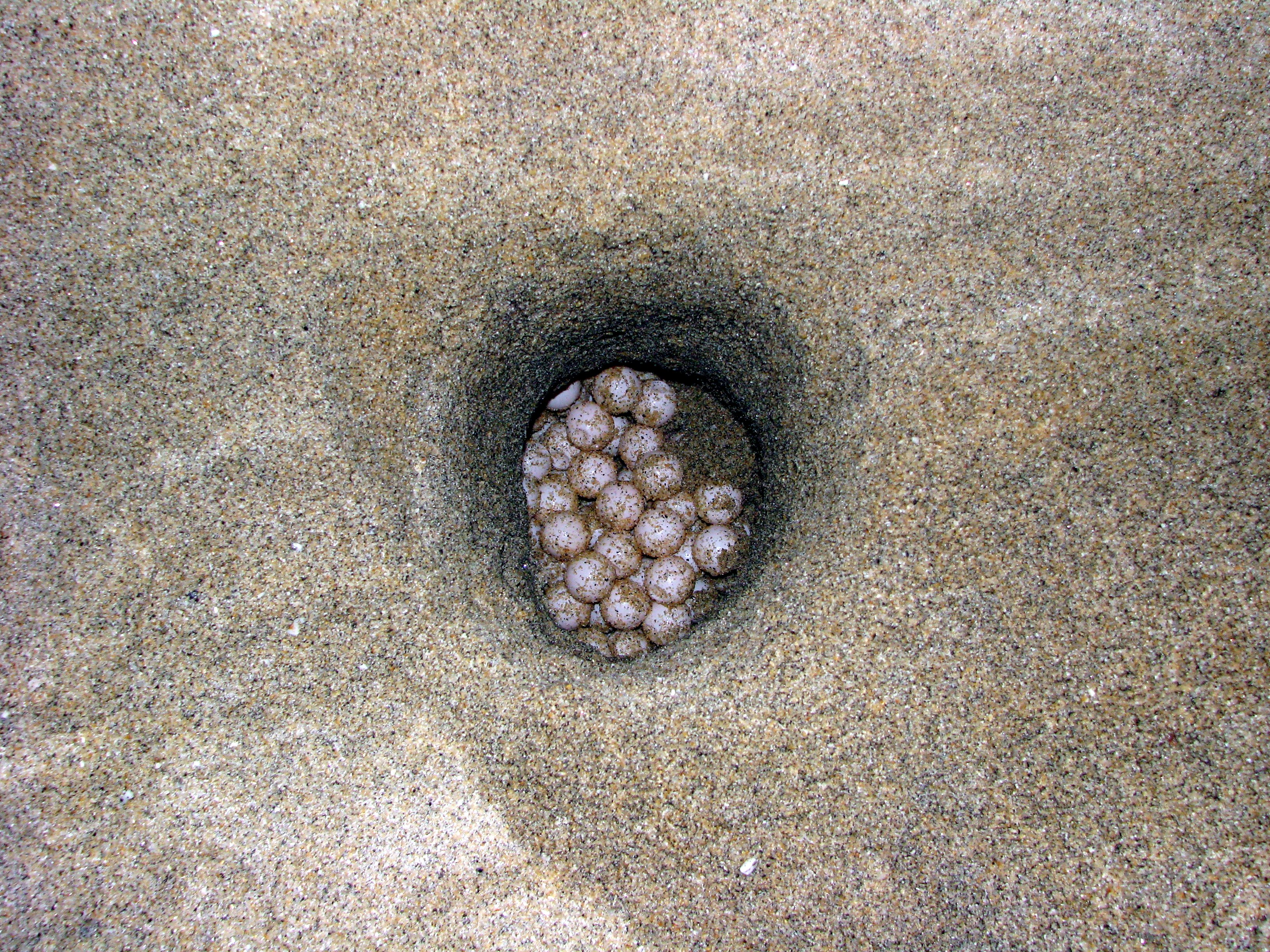
Кладка яєць
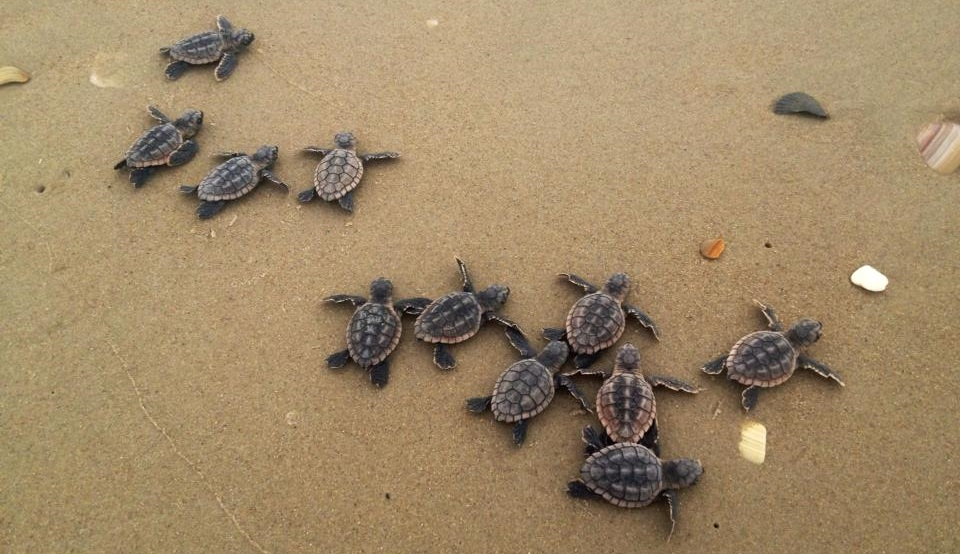
Маленькі черепашки
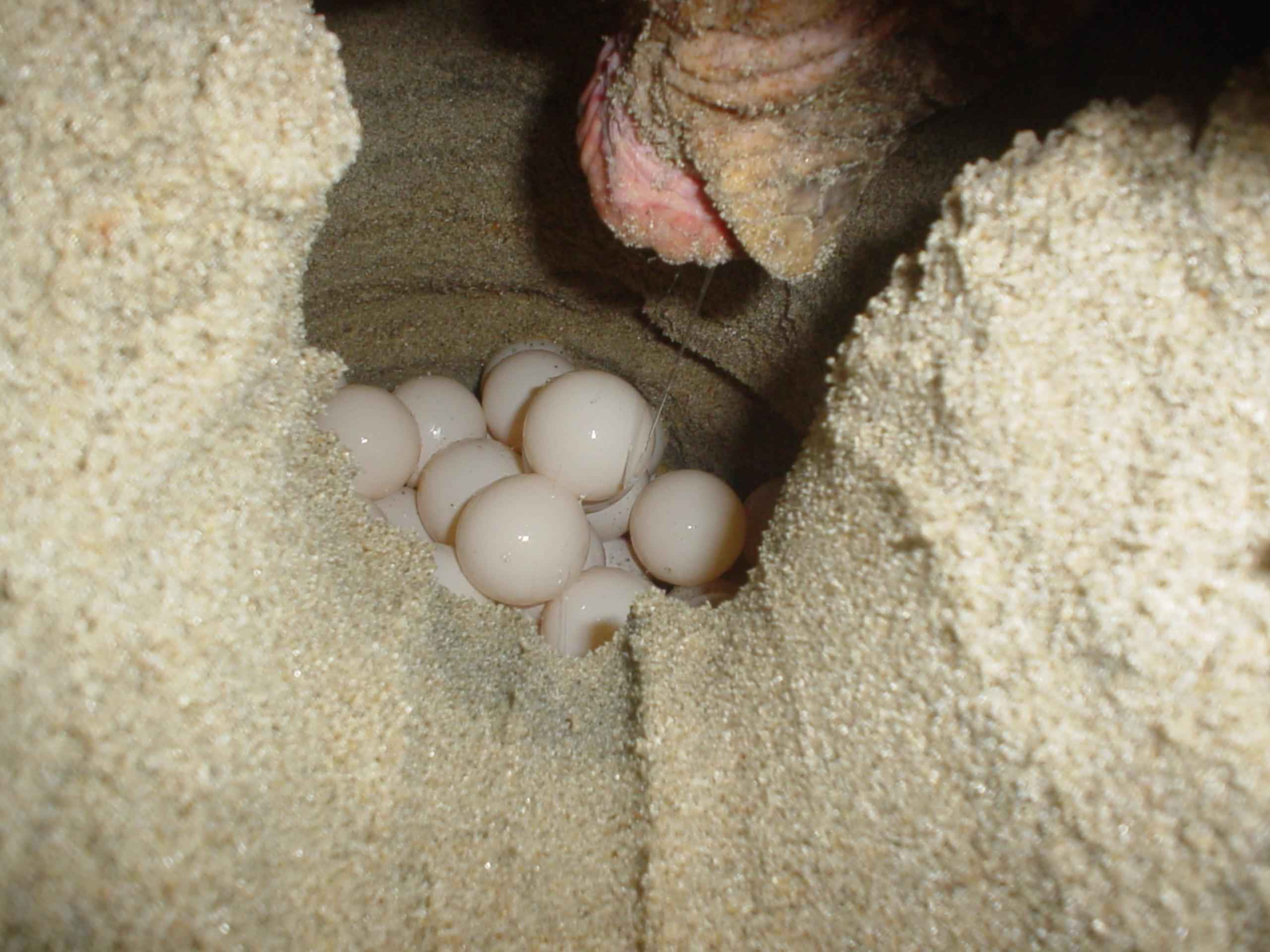
Відкладання яєць
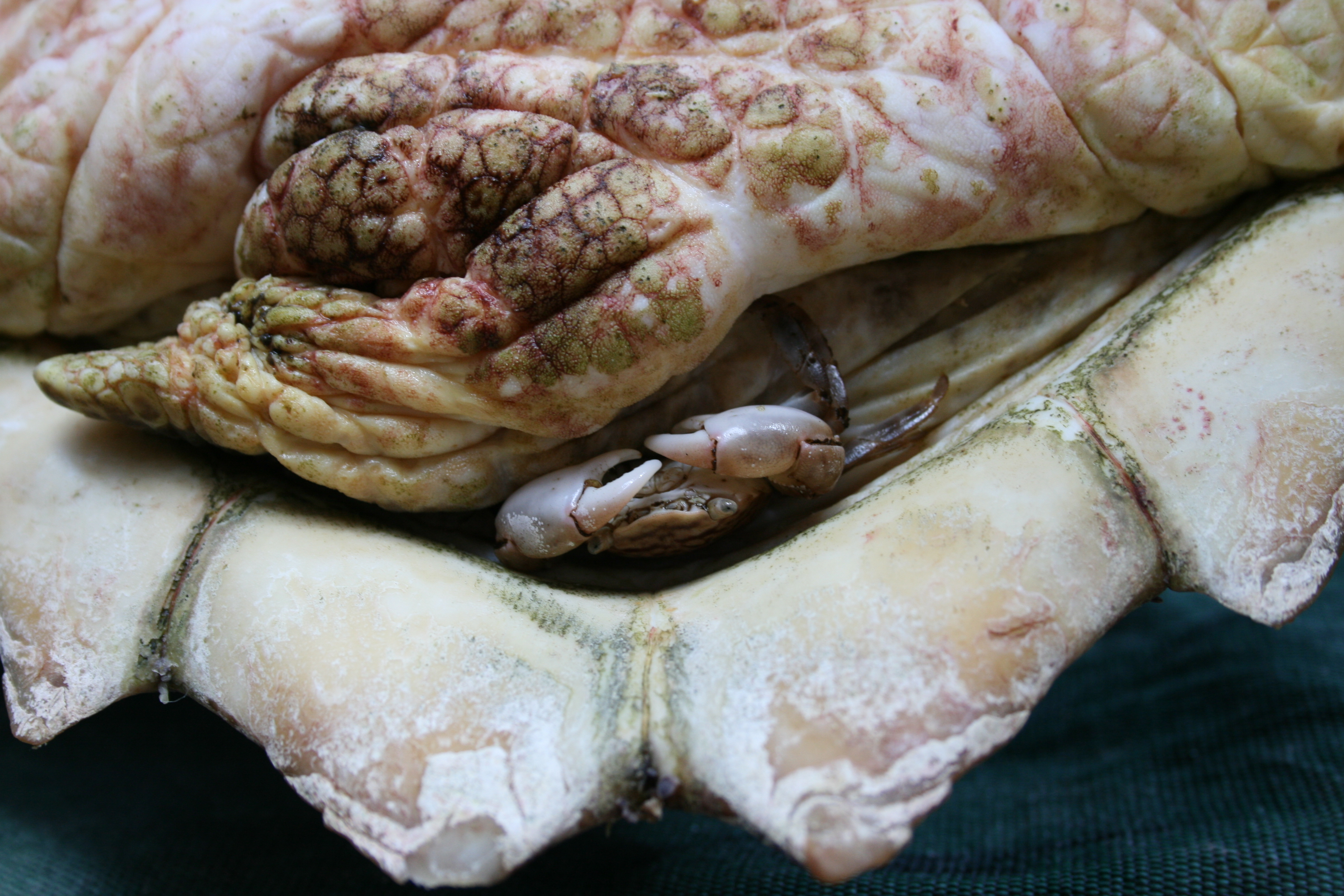
Маленький краб, що живе на черепасі
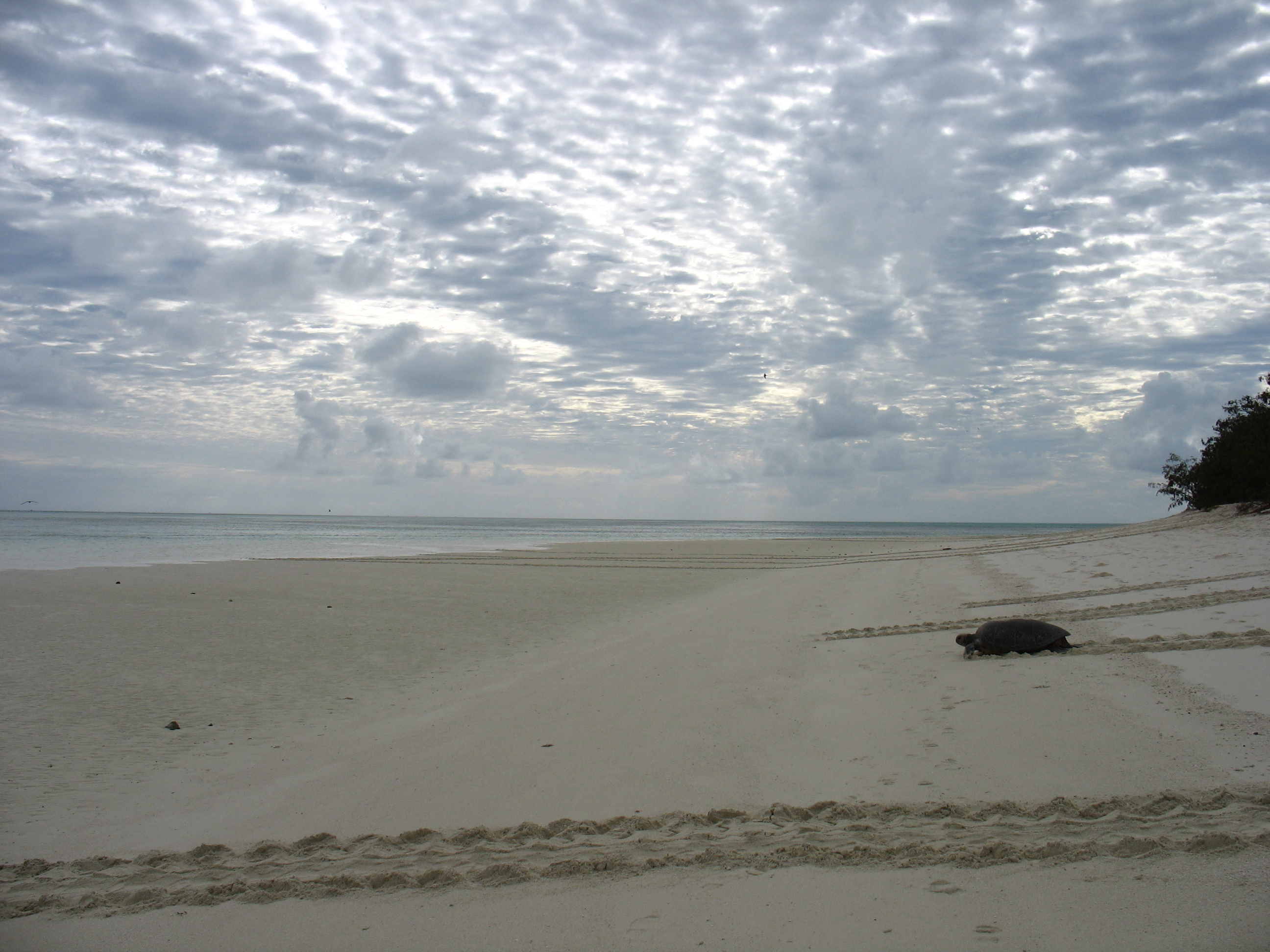
Сліди черепах